# معركة تشوهويف
كانت معركة تشوهويف اشتباكًا عسكريًا بين القوات المسلحة الروسية والقوات المسلحة الأوكرانية على مدينة تشوهويف.

## المعركة
أصابت الغارات الجوية الروسية مدينة تشوهوف في 24 فبراير، بما في ذلك قاعدة جوية. دخلت القوات الروسية المدينة في 25 فبراير  واصلت روسيا شن الضربات الجوية حتى 7 مارس، عندما شنت أوكرانيا هجومًا مضادًا على الروس خارج المدينة، وزُعم الأوكرانيون أنهم قتلتوا قائدين،  على الرغم من عدم التحقق من ذلك. لا تزال المناوشات مستمرة في شمال المدينة. 